# Czarna księga z Carmarthen

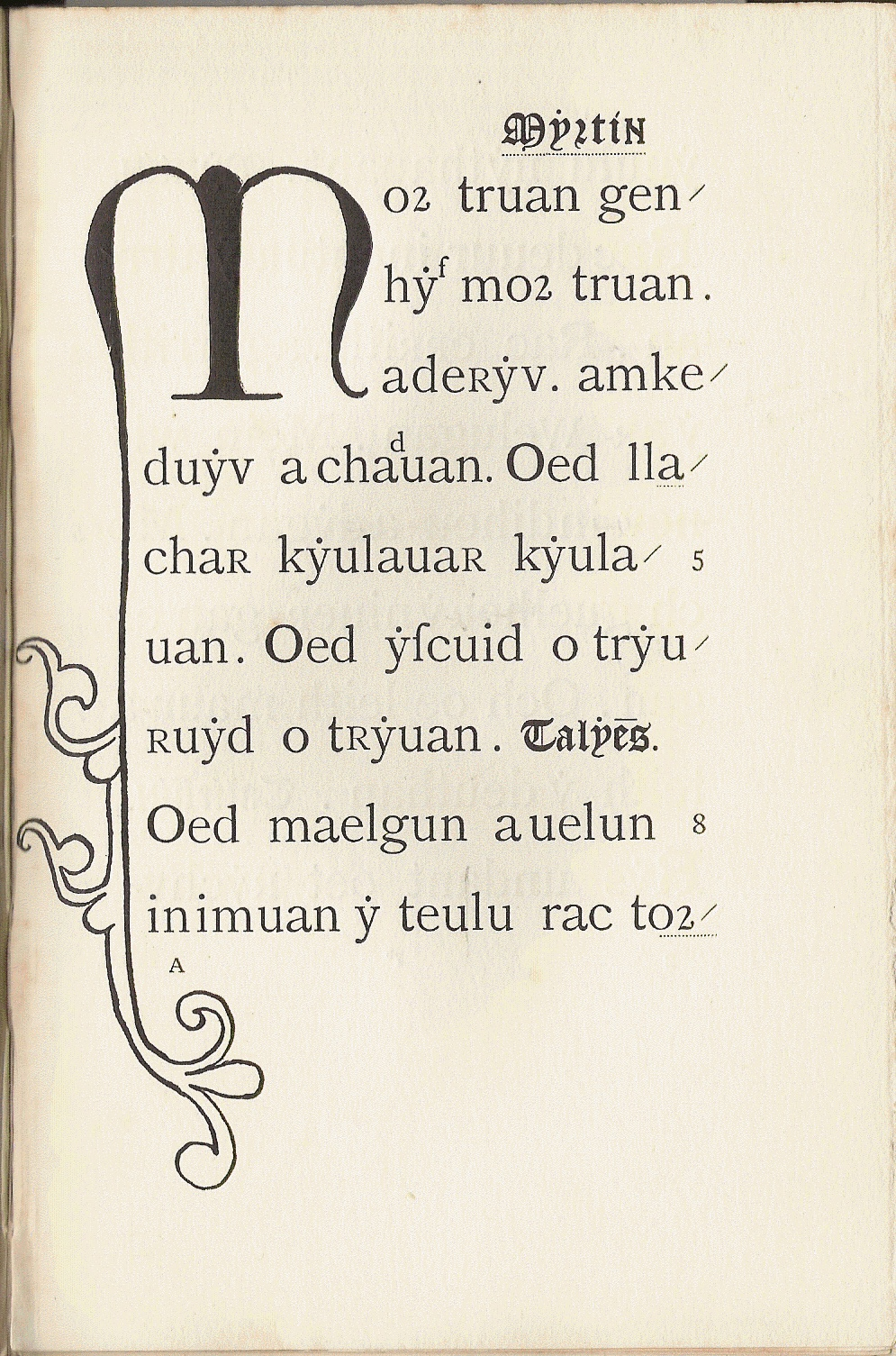
pierwsza strona Czarnej księgi z Carmarthen w wydaniu J. G. Evansa (1907)

Czarna księga z Carmarthen (wal. Llyfr Du Caerfyrddin) – książka rękopiśmienna, będąca najstarszym zachowanym manuskryptem napisanym w całości w języku walijskim. Jej powstanie datuje się przed 1250 rokiem. Obecnie jest częścią zbiorów Narodowej Biblioteki Walijskiej. W 2002 została zdigitalizowana.